# Chloe Magee
Chloe Magee, née le 29 novembre 1988 à Raphoe, est une joueuse de badminton irlandaise.

## Palmarès

### Jeux olympiques d'été
- 2012 à Londres,  Royaume-Uni
- 2008 à Pékin,  Chine

### Jeux européens
- Participation en simple, et double mixte en 2015 à Bakou, Azerbaïdjan